# プロジェクトオフィス
プロジェクトオフィスとは特定プロジェクトの為に設置された執務空間それ自体を指す時に用いる。
用意された執務空間を指す場合はプロジェクトルームあるいはウォールームとも言う。
プロジェクトは通常実施期間を定められているので、期間限定の設置である事が多いが、プロジェクトの期間は往々にして流動的であるので、設置期間が延長される事も珍しくない。